# Ciclismo en los Juegos Olímpicos de París 1900
El ciclismo en los Juegos Olímpicos de París 1900 se realizó en el Velódromo de Vincennes de la ciudad de París, entre el 11 y el 15 de septiembre de 1900.
Durante estos Juegos se realizaron hasta 13 competiciones de ciclismo, todas en pista, si bien oficialmente sólo dos son consideradas olímpicas por el Comité Olímpico Internacional.

## Participantes
Participaron un total de 72 ciclistas, pertenecientes a seis países. 
- Alemania (3)
- Bélgica (1)
- Bohemia (1)
- Estados Unidos (1)
- Francia (59)
- Italia (7)

## Medallistas

### Ciclismo en pista
| Evento                                  | Oro                               | Plata                                    | Bronce                              |
| --------------------------------------- | --------------------------------- | ---------------------------------------- | ----------------------------------- |
| Velocidad individual (13 de septiembre) | Georges Taillandier · Francia     | Fernand Sanz · Francia                   | John Henry Lake · Estados Unidos    |
| 25 km (15 de septiembre)                | Louis Bastien · Francia · 25:36,2 | Lloyd Hildebrand · Reino Unido · 28:09,4 | Auguste Daumain · Francia · 29:36,2 |

## Medallero
| Núm. | País           | Oro | Plata | Bronce | Total |
| ---- | -------------- | --- | ----- | ------ | ----- |
| 1    | Francia        | 2   | 1     | 1      | 4     |
| 2    | Reino Unido    | 0   | 1     | 0      | 1     |
| 3    | Estados Unidos | 0   | 0     | 1      | 1     |
|      | TOTAL          | 2   | 2     | 2      | 6     |